# Bryan Dick
Bryan Dick (Denton Home, 1º giugno 1978) è un attore inglese, principalmente noto nel campo televisivo.
Inizialmente desideroso di diventare ballerino, a 11 anni si iscrisse alla Elmhurst Ballet School fino a quando tre anni dopo fu notato da un talent scout che lo scritturò per una parte televisiva, dopodiché si iscrisse alla London Academy of Music and Dramatic Art dove si diplomò nel 2000. Al cinema, ha preso parte a diversi film, tra cui Master & Commander - Sfida ai confini del mare (2003).
È stato fidanzato con l'attrice Louise Brealey.

## Filmografia parziale

### Attore
- Master & Commander - Sfida ai confini del mare (Master and Commander: The Far Side of the World), regia di Peter Weir (2003)
- Colour Me Kubrick (Colour Me Kubrick: A True...ish Story), regia di Brian W. Cook (2006)
- Blood and Chocolate (Blood & Chocolate), regia di Katja von Garnier (2007)
- Codice fantasma (The Numbers Station), regia di Kasper Barfoed (2013)
- Delitti in Paradiso (Death in Paradise) – serie TV, episodio 2x04 (2020)
- L'ispettore Barnaby (Midsomer Murders) – serie TV, episodio 21x03 (2020)

### Sceneggiatore
- L'uomo nero (Dispatch o 911 Nightmare), regia di Craig Moss – film TV (2016)
- Uno sconosciuto in casa (A Stranger with My Kids), regia di Chad Krowchuk – film TV (2017)